# Угли (Борисовський район)
Угли (біл. вёска Вуглы) — село в складі Борисовського району Мінської області, Білорусь. Село підпорядковане Пригородницькій сільській раді, розташоване в північно-східній частині області.